# Лесковы
Лесковы — старинный русский дворянский род, восходящий к XVII веку.
История дворянского рода этой фамилии берёт своё начало от родоначальника — Семёна Семёновича Лескова, который, в 1626 году, владел населённым имением в Белозерском уезде на Новгородской земле. Род Лесковых был внесён Губернским дворянским депутатским собранием в VI часть дворянской родословной книги Новгородской губернии Российской империи и был утверждён Герольдией Правительствующего Сената в древнем (столбовом) дворянстве.

## Описание герба
В лазоревом щите золотая гора, над ней три золотых же колоса.
Щит увенчан дворянским коронованным шлемом. Нашлемник: три золотых колоса. Намёт: лазоревый с золотом.
Герб дворянского рода был записан в Часть XII Общего гербовника дворянских родов Всероссийской империи, страница 61.